# Nataljinsk
Nataljinsk (russisch Ната́льинск) ist eine Siedlung städtischen Typs in der Oblast Swerdlowsk in Russland mit 1914 Einwohnern (Stand 14. Oktober 2010).

## Geographie
Der Ort liegt etwa 170 km Luftlinie westsüdwestlich des Oblastverwaltungszentrums Jekaterinburg im westlichen Teil des mittleren Ural. Er ist etwa 3 km vom linken Ufer des Flusses Ufa entfernt.
Nataljinsk ist formal Verwaltungszentrum des „munizipalen Gebildes“ (munizipalnoje obrasowanije) Krasnoufimski okrug mit dem Status eines Stadtkreises, zu dem insgesamt 67 Dörfer und ländliche Siedlungen gehören. Faktisch befinden sich die Verwaltungsorgane des Stadtkreises jedoch in der 15 km nordwestlich gelegenen Stadt Krasnoufimsk, die zwar namensgebend für den Krasnoufimski okrug ist, aber nicht zu diesem gehört, sondern einen eigenständigen, gleichnamigen Stadtkreis (Gorodskoi okrug Krasnoufimsk) bildet.

## Geschichte
Der Ort entstand 1872 im Zusammenhang mit der Errichtung einer Glashütte durch den Krasnoufimsker Kaufmann Iwan Schewelin. Dieser benannte das Werk nach seiner Ehefrau Natalja als Nataljinski sawod; die zugehörige Siedlung erhielt dementsprechend ihren heutigen Namen. Ab 27. Februar 1924 gehörte Nataljinsk zum neu geschaffenen Krasnoufimski rajon. Nach der zwischenzeitlichen Schließung des Werkes 1926 wurden nach Ausbruch des Deutsch-Sowjetischen Krieges Teile eines Messgerätewerkes aus Moskau und eine Glashütte aus Schodnja bei Moskau (heute Stadtteil von Chimki) nach Nataljinsk evakuiert. Infolge dieser Entwicklung erhielt der Ort 1943 den Status einer Siedlung städtischen Typs.
Als im Rahmen der Verwaltungsreform in Russland die Stadt Krasnoufimsk als eigenständiger Stadtkreis aus dem vormaligen Rajon ausgegliedert und dieser selbst in einen Stadtkreis umgewandelt wurde, erfolgte per 1. Januar 2006 die Ernennung von Nataljinsk zu dessen Verwaltungssitz.

### Bevölkerungsentwicklung
| Jahr | Einwohner |
| ---- | --------- |
| 1959 | 1389      |
| 1970 | 1723      |
| 1979 | 2118      |
| 1989 | 2377      |
| 2002 | 2094      |
| 2010 | 1914      |

Anmerkung: Volkszählungsdaten

## Verkehr
Die Siedlung liegt an der Regionalstraße 65K-0409 (ehemals R350), die 35 km nördlich bei Atschit von der föderalen Fernstraße R242 Perm – Jekaterinburg abzweigt, über Krasnoufimsk nach Nataljinsk und weiter in südlicher Richtung nach Messjagutowo in der benachbarten Republik Baschkortostan führt. 7 km nördlich von Nataljinsk zweigt die 65K-1402 über Arti nach Kasli in der Oblast Tscheljabinsk ab.
Die nächstgelegene Bahnstation befindet sich in Krasnoufimsk bei Kilometer 1434 der Strecke Moskau – Kasan – Jekaterinburg, die auf diesem Abschnitt 1924 eröffnet wurde und seit 1980 (aus Richtung Jekaterinburg)/1982 (aus Richtung Kasan) elektrifiziert ist.